# 北馬其頓火山列表
本列表列出馬其頓共和國的活火山與死火山。

## 火山
| 名稱   | 海拔 | 海拔 | 位置   | 最近爆發 |
| 名稱   | 公尺 | 英尺 | 經緯度 | 最近爆發 |
| Duvalo | -    | -    | -      | -        |